# Герб Сапожковского района (Рязанская область)
Герб муниципального образования — Сапожко́вский муниципа́льный райо́н Рязанской области Российской Федерации
Герб утверждён решением Сапожковской районной Думы № 37 в июне 1999 года..
Герб включён в Государственный геральдический регистр РФ под регистрационным номером 505.

## Описание герба
«В лазоревом (синем, голубом) поле — серебряный, сидящий со сложенными крыльями ястреб; в золотой левой вольной части со скругленным углом — старинная зеленая княжеская шапка с черной собольей опушкой, над которой золотое украшение („городок“) с лазоревом самоцветным камнем. Щит увенчан муниципальной короной установленного образца».

## Описание символики герба

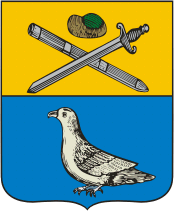
Герб Сапожка (1779 год)

Герб представляет собой лазоревой (синий, голубой) геральдический щит (лазурь — символ красоты, мягкости, величия, честности, верности и безупречности), в котором помещён серебряный ястреб (серебро из христианских добродетелей означает чистоту, правдивость и невинность, а из мирских свойств — благородство и откровенность), сидящий вправо (влево от зрителя) и воспроизводящий символику исторического герба уездного города Сапожок, утверждённого 29 мая 1779 года с формулировкой: «В голубом поле сидящий ястреб, внесение онаго в герб подало причину того, что в окружности сего города никаких других птиц, кроме ястребов, нет».
В знак региональной принадлежности Сапожковского муниципального района к Рязанской области в левом верхнем углу щита (правом от зрителя) помещена золотая вольная часть (специальный прямоугольник площадью от 1/9 до ¼ гербового щита) со скруглённым внутренним углом с изображением на ней старинной зелёной княжеской шапки, венчающей голову князя в гербе Рязанской области; шапка имеет чёрную соболью опушку, над которой — золотое украшение («городок») с лазоревым самоцветным камнем, символизирующим драгоценный камень Сапожковского района в венце Рязанской области.
Щит увенчан золотой муниципальной короной установленного для муниципальных районов образца, имеющей над ободом пять заострённых зубцов особой формы, которая демонстрирует административный статус района.

## История герба

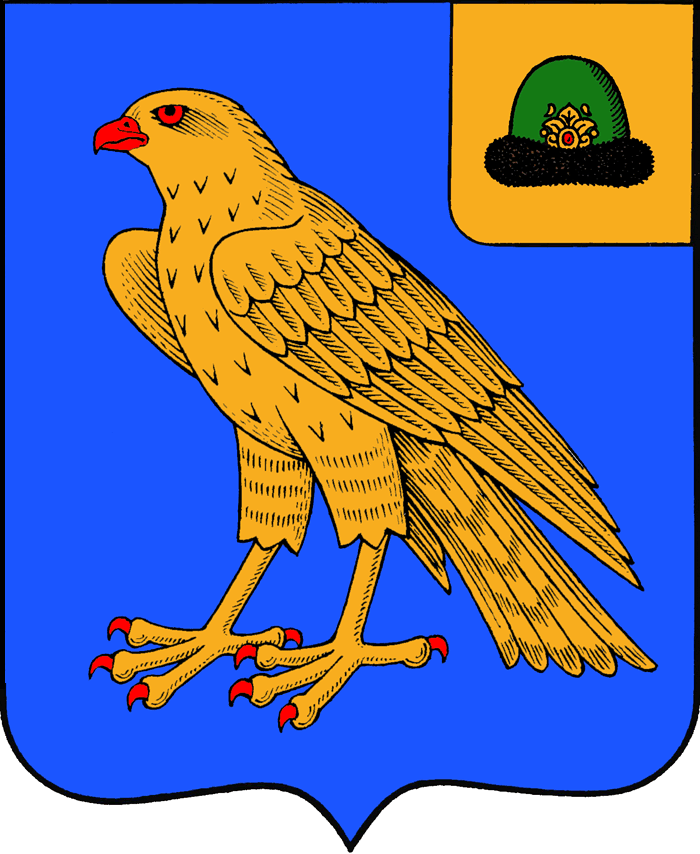
Герб Сапожковского городского поселения (2012 год)

Первый вариант герба района был утверждён Решением Сапожковской районной Думы № 29 от 10 сентября 1997 года «О восстановлении в употреблении исторического Герба Сапожковского района Рязанской области».
Герб района был создан художником М. Шелковенко на основе исторического герба города.
После геральдической экспертизы в  Геральдическом совете при Президенте Российской Федерации в июне 1999 года был окончательно утверждён герб района решением Сапожковской районной Думы № 37.
26 декабря 2012 года был утверждён ныне действующий герб Сапожковского городского поселения, который отличается от герба района только цветом ястреба.